# Монталегре
Монтале́гре (порт. Montalegre; МФА: [mõ.tɐ.ˈɫe.gɾɨ], Монтеле́гри) — муніципалітет і містечко в Португалії, в окрузі Віла-Реал. Розташований у північній частині країни, на теренах історичної португальської провінції Трансмонтана. Належить до Віла-Реальської діоцезії Католицької церкви в Португалії. Права міського самоврядування має з 1273 року. Поділяється на 25 парафій. За адміністративним поділом, чинним до 1976 року, був складовою провінції Трансмонтана і Верхнє Дору. Площа муніципалітету — 805,46 км², населення муніципалітету — 10537 ос. (2011); густота населення — 13,08 осіб/км²
. Патрон — Ісус Христос. Святковий день муніципалітету — 9 червня. Поштовий індекс — 5470.  Код місцевої адміністративної одиниці — 1706. Складова статистичного регіону Північ.

## Географія
Монталегре розташоване на півночі Португалії, на півночі округу Віла-Реал, на португальсько-іспанському кордоні.
Монталегре межує на півночі з Іспанією, на сході — з муніципалітетом Шавеш, на південному сході — з муніципалітетом Ботікаш, на півдні — з муніципалітетом Кабесейраш-де-Башту, на південному заході — з муніципалітетом Вієйра-ду-Міню, на заході — з муніципалітетом Терраш-де-Бору.

## Історія
1273 року португальський король Афонсу III надав Монталегре форал, яким визнав за поселенням статус містечка та муніципальні самоврядні права.

## Населення
| Кількість мешканців | Кількість мешканців | Кількість мешканців | Кількість мешканців | Кількість мешканців | Кількість мешканців | Кількість мешканців | Кількість мешканців | Кількість мешканців | Кількість мешканців | Кількість мешканців | Кількість мешканців | Кількість мешканців | Кількість мешканців | Кількість мешканців |
| ------------------- | ------------------- | ------------------- | ------------------- | ------------------- | ------------------- | ------------------- | ------------------- | ------------------- | ------------------- | ------------------- | ------------------- | ------------------- | ------------------- | ------------------- |
| 1864                | 1878                | 1890                | 1900                | 1911                | 1920                | 1930                | 1940                | 1950                | 1960                | 1970                | 1981                | 1991                | 2001                | 2011                |
| 18 539              | 19 939              | 19 702              | 20 731              | 22 066              | 20 065              | 21 158              | 24 572              | 29 724              | 32 728              | 22 925              | 19 403              | 15 464              | 12 762              | 10 537              |